# Yoan Gouffran
Yoan Gouffran, né le 25 mai 1986 à Villeneuve-Saint-Georges (Val-de-Marne), est un ancien footballeur français évoluant au poste d'attaquant.
Formé au Stade Malherbe Caen comme attaquant et ailier droit, il est sélectionné à 22 reprises en équipe de France espoirs entre 2006 et septembre 2008. Révélé à Caen dont il porte le maillot cinq saisons, il joue ensuite aux Girondins de Bordeaux pendant cinq autres années, puis à Newcastle United, en Angleterre, pendant quatre ans.

## Carrière
Originaire de la Guadeloupe, Yoan Gouffran naît puis grandit en région parisienne, à Franconville et à La Courneuve. Alors qu'il est collégien, il joue pour le Red Star Football Club 93. Lors d'un tournoi à Clairefontaine avec la sélection d’Île-de-France, il est remarqué par des émissaires de Lens, de Saint-Étienne, du Havre et de Caen, qu'il rejoint finalement.
Attaquant décrit comme vif et athlétique,, Yoan Gouffran fait ses premières apparitions en équipe première au printemps 2004, à 17 ans. Il est alors régulièrement sélectionné en équipe de France de sa catégorie et remporte le championnat d'Europe des moins de 19 ans à l'été 2005, en marquant un but en finale face à l'Angleterre. Il gagne pour de bon sa place de titulaire lors de la saison 2005-2006, en Ligue 2, au poste de milieu droit. En juin 2006, il est sélectionné en équipe de France espoirs par René Girard pour le Championnat d'Europe, où il se fait remarquer par ses performances.
Yoan Gouffran réalise ensuite une saison 2006-2007 remarquable. Meilleur buteur du club avec quinze réalisations, il est distingué trois fois dans la saison comme le « Joueur du mois de Ligue 2 », participe grandement à la montée du club normand en Ligue 1 et remporte finalement le trophée UNFP de meilleur joueur. Pendant l'intersaison, le Stade Malherbe Caen refuse une approche du Paris Saint-Germain, malgré le souhait du joueur de rejoindre le club parisien. Quatre mois plus tard, en dépit de l'accord financier finalement trouvé entre les deux clubs et d'une promesse faite au président du club parisien, il annonce son intention de rester à Caen,. 
Auteur de son premier but en Ligue 1 contre Metz le 22 septembre 2007, il marque dix buts et offre sept passes décisives pour sa première véritable saison en Ligue 1, et participe donc pleinement au maintien du club.

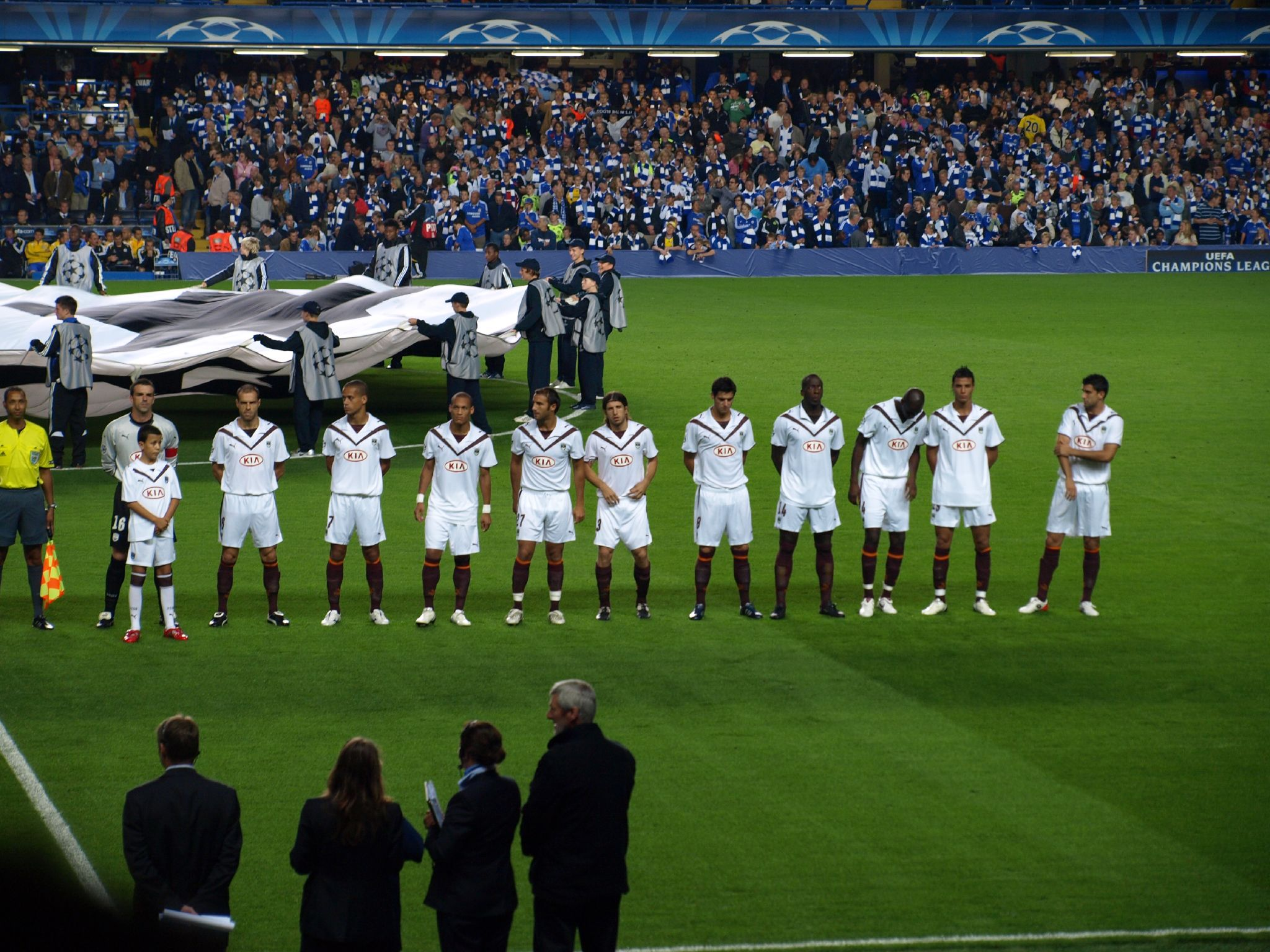
Équipe de Bordeaux en 2008, lors d'un match face à Chelsea FC. Gouffran est le 4e en partant de la gauche.

En juin 2008 il s'engage finalement pour quatre ans avec les Girondins de Bordeaux, alors que le club caennais reçoit une indemnité de l'ordre de 6,5 millions d'euros. Il peine à confirmer les espoirs placés en lui : il joue généralement comme milieu droit, réalisant des performances plutôt décevantes et marquant peu. Cependant son équipe termine la saison avec une impressionnante série de onze victoires d'affilée. Il marque en finale de la Coupe de la Ligue 2009, remportée par son équipe. Lors de la 38e et dernière journée de Ligue 1, il inscrit le seul but de la rencontre face au Stade Malherbe Caen, qui permet aux Girondins de s'assurer finalement le titre de champion de France de Ligue 1, mais qui condamne par la même occasion le club normand et ses anciens partenaires à la descente en Ligue 2.
La saison suivante est du même acabit pour lui, mais alors que les Bordelais restent sur leur lancée en début de saison, et brillent notamment en Ligue des champions, ils plongent sur la fin. La saison 2010-2011 est particulièrement pénible : blessé sévèrement, face au Stade Malherbe Caen revenu en Ligue 1, il ne dispute que 22 matchs, pour deux petits buts. Durant la saison 2011-2012, sous la direction du nouvel entraîneur Francis Gillot, Gouffran est replacé au poste d'attaquant axial et il réalise sa meilleure saison sous le maillot bordelais : il inscrit 14 buts en championnat, dont le but le plus rapide de la saison (13 secondes) face à l'AJ Auxerre, permettant aux Bordelais de prendre la 5e place du championnat. Il confirme son statut de meilleur buteur bordelais la saison suivante, mais alors que son contrat se termine en juin 2013, il est transféré à Newcastle United en janvier 2013.
Gouffran signe un contrat de quatre ans et demi avec le club anglais, qui recrute lors de ce mercato quatre autres joueurs en France. Le 9 février 2013, il inscrit son premier but, contre Tottenham, permettant à son club d'égaliser, mais il doit sortir blessé à l'heure de jeu et son club s'incline finalement (2-1). Son début de saison 2013-2014 attire les éloges, avec cinq buts avant la fin du mois de novembre et une activité incessante en attaque, qui est appréciée des supporteurs. En décembre, il signe un cinquième but d’affilée en championnat à domicile, une performance qui n'avait pas été réalisée à Newcastle depuis  Alan Shearer, l’icône du club, en 1997.
La saison suivante est beaucoup plus compliquée, alors que le club ne se sauve de la relégation qu'à la dernière journée. En 2015-2016, sous la direction de Steve McClaren, il ne joue que huit bouts de match, et Newcastle est finalement relégué. Alors que son transfert paraissait acquis, son numéro 20 ayant été donné à la recrue Matt Ritchie, Gouffran convainc le nouvel entraîneur Rafael Benítez et redevient un titulaire (avec le numéro 94). Il joue 39 matchs, marque cinq buts et contribue largement au retour de son club en Premier League.
En fin de contrat en Angleterre, il ne parvient pas à s'entendre avec ses dirigeants pour prolonger son contrat. Le 17 juillet 2017 il signe un contrat de deux ans avec le Göztepe SK en Turquie. Après deux saisons décevantes, il se retrouve sans club. 
En janvier 2020, il signe au FC Ararat-Armenia, en Arménie. Amoindri physiquement, il annonce sa retraite sportive le 12 octobre 2021.
En 2022-2023, alors qu'il revenu vivre en Gironde, à Bouliac, il s'implique dans le club local, le Bouliacaise FC, qui évolue en 2e division départementale, comme directeur sportif.

## Statistiques
| Saison                | Club                  | Championnat           | Championnat | Championnat | Championnat | Coupe(s) nationale(s) | Coupe(s) nationale(s) | Coupe(s) nationale(s) | Compétition(s) continentale(s) | Compétition(s) continentale(s) | Compétition(s) continentale(s) | Compétition(s) continentale(s) | Total | Total | Total |
| Saison                | Club                  | Division              | M.          | B.          | P.d.        | M.                    | B.                    | P.d.                  | Comp.                          | M.                             | B.                             | P.d.                           | M.    | B.    | P.d.  |
| 2003-2004             | Stade Malherbe Caen   | Ligue 2               | 2           | 0           | 0           | 0                     | 0                     | 0                     | -                              | -                              | -                              | -                              | 2     | 0     | 0     |
| 2004-2005             | Stade Malherbe Caen   | Ligue 1               | 8           | 0           | 0           | 2                     | 0                     | 0                     | -                              | -                              | -                              | -                              | 10    | 0     | 0     |
| 2005-2006             | Stade Malherbe Caen   | Ligue 2               | 32          | 8           | 0           | 3                     | 0                     | 0                     | -                              | -                              | -                              | -                              | 35    | 8     | 0     |
| 2006-2007             | Stade Malherbe Caen   | Ligue 2               | 37          | 15          | 0           | 1                     | 0                     | 0                     | -                              | -                              | -                              | -                              | 38    | 15    | 0     |
| 2007-2008             | Stade Malherbe Caen   | Ligue 1               | 36          | 10          | 6           | 1                     | 1                     | 0                     | -                              | -                              | -                              | -                              | 37    | 11    | 6     |
| Sous-total            | Sous-total            | Sous-total            | 115         | 33          | 6           | 7                     | 1                     | 0                     | -                              | -                              | -                              | -                              | 122   | 34    | 6     |
| 2008-2009             | Girondins de Bordeaux | Ligue 1               | 32          | 2           | 2           | 6                     | 2                     | 1                     | C1                             | 8                              | 0                              | 1                              | 46    | 4     | 4     |
| 2009-2010             | Girondins de Bordeaux | Ligue 1               | 32          | 5           | 4           | 8                     | 3                     | 0                     | C1                             | 6                              | 0                              | 0                              | 46    | 8     | 4     |
| 2010-2011             | Girondins de Bordeaux | Ligue 1               | 22          | 2           | 1           | 3                     | 0                     | 0                     | -                              | -                              | -                              | -                              | 25    | 2     | 1     |
| 2011-2012             | Girondins de Bordeaux | Ligue 1               | 34          | 14          | 3           | 3                     | 0                     | 1                     | -                              | -                              | -                              | -                              | 37    | 14    | 4     |
| 2012-2013             | Girondins de Bordeaux | Ligue 1               | 20          | 8           | 0           | 2                     | 0                     | 0                     | C3                             | 5                              | 4                              | 0                              | 27    | 12    | 0     |
| Sous-total            | Sous-total            | Sous-total            | 140         | 31          | 10          | 22                    | 5                     | 2                     | -                              | 19                             | 4                              | 1                              | 181   | 40    | 13    |
| 2012-2013             | Newcastle United      | Premier League        | 15          | 3           | 1           | -                     | -                     | -                     | -                              | -                              | -                              | -                              | 15    | 3     | 1     |
| 2013-2014             | Newcastle United      | Premier League        | 35          | 6           | 3           | 4                     | 1                     | 0                     | -                              | -                              | -                              | -                              | 39    | 7     | 3     |
| 2014-2015             | Newcastle United      | Premier League        | 31          | 2           | 1           | 2                     | 0                     | 0                     | -                              | -                              | -                              | -                              | 33    | 2     | 1     |
| 2015-2016             | Newcastle United      | Premier League        | 8           | 0           | 0           | 1                     | 0                     | 0                     | -                              | -                              | -                              | -                              | 9     | 0     | 0     |
| 2016-2017             | Newcastle United      | Championship          | 39          | 5           | 2           | 6                     | 2                     | 0                     | -                              | -                              | -                              | -                              | 45    | 7     | 2     |
| Sous-total            | Sous-total            | Sous-total            | 128         | 16          | 7           | 13                    | 3                     | 0                     | -                              | -                              | -                              | -                              | 141   | 19    | 7     |
| 2017-2018             | Göztepe SK            | Süper Lig             | 30          | 1           | 1           | 1                     | 0                     | 0                     | -                              | -                              | -                              | -                              | 31    | 1     | 1     |
| 2018-2019             | Göztepe SK            | Süper Lig             | 16          | 1           | 1           | 6                     | 0                     | 2                     | -                              | -                              | -                              | -                              | 22    | 1     | 3     |
| Sous-total            | Sous-total            | Sous-total            | 46          | 2           | 2           | 7                     | 0                     | 2                     | -                              | -                              | -                              | -                              | 53    | 2     | 4     |
| 2019-2020             | FC Ararat-Armenia     | Premier-Liga          | 13          | 0           | 1           | 2                     | 1                     | 0                     | -                              | -                              | -                              | -                              | 15    | 1     | 1     |
| 2020-2021             | FC Ararat-Armenia     | Premier-Liga          | 23          | 0           | 1           | 4                     | 1                     | 0                     | Q                              | 4                              | 0                              | -                              | 31    | 1     | 1     |
| 2021-2022             | FC Ararat-Armenia     | Premier-Liga          | 4           | 0           | 0           | 0                     | 0                     | 0                     | -                              | -                              | -                              | -                              | 4     | 0     | 0     |
| Sous-total            | Sous-total            | Sous-total            | 40          | 0           | 2           | 6                     | 2                     | 0                     | -                              | 4                              | 0                              | -                              | 50    | 2     | 2     |
| Total sur la carrière | Total sur la carrière | Total sur la carrière | 469         | 82          | 27          | 55                    | 11                    | 4                     | -                              | 23                             | 4                              | 1                              | 547   | 97    | 32    |

## Palmarès

### En club
Stade Malherbe Caen
- Vice-champion de France de Ligue 2 en 2004 et 2007
- Finaliste de la Coupe de la Ligue en 2005

Girondins de Bordeaux
- Champion de France en 2009[23]
- Vainqueur de la Coupe de la Ligue en 2009
- Vainqueur du Trophée des champions en 2008 et 2009
- Finaliste de la Coupe de la Ligue en 2010.

Newcastle United
- Champion d'Angleterre de D2 en 2017.

### En sélection nationale
France -19 ans
- Vainqueur du Championnat d'Europe des moins de 19 ans en 2005.

## Distinctions personnelles
Stade Malherbe Caen
- Trois Trophée joueur du mois UNFP-Canal +-L'équipe de Ligue 2 (septembre 2006, janvier 2007, et mars 2007).
- Élu meilleur joueur de Ligue 2 lors de la soirée des Trophée UNFP pour la saison 2006-2007.
- Meilleur buteur pour les saisons 2006-2007 et 2007-2008.

Girondins de Bordeaux
- Meilleur buteur pour la saison 2011-2012.